# 六条斎院宣旨
六条斎院宣旨（ろくじょうさいいんのせんじ、長保頃 - 寛治6年2月22日（1092年4月1日））は、平安時代後期の歌人・作家。父は源頼国。兄弟に頼弘、頼資、頼実、実国、頼綱、国房、師光らがある。六条斎院（禖子内親王）の宣旨（女房の筆頭格）。
主家である禖子内親王家で催された「六条斎院歌合」に16度出詠したことが確認される。はじめ藤原高定の妻となったが、後に源隆国と再婚したものと推測されている。天喜3年（1055年）の「六条斎院禖子内親王家物語合」では物語「玉藻に遊ぶ権大納言」を提出した。また『狭衣物語』の作者であると考えられている。
その詠歌は『後拾遺和歌集』以下の勅撰和歌集に入集している。